# Wirusowe białka fuzyjne
Wirusowe białka fuzyjne – białka odpowiedzialne za fuzję błony wirusowej z błoną komórkową gospodarza. Efektem tego jest przedostanie się zawartości genetycznej wirusa i jego późniejsza replikacja. W procesie tym pośredniczą glikoproteiny, znajdujące się na powierzchni wirusa, z których jedna jest zwykle uważana za białko fuzyjne. Białka te powodują fuzję dwóch oddziałujących ze sobą błon, ulegając wcześniej zmianom konformacyjnym, które są wywoływane przez środowisko.
Zjawisko fuzji błon jest powszechnie występującym procesem w przyrodzie. Występuje u eukariontów podczas zapłodnienia, ale także fagocytozy, pinocytozy i uwalniania neuroprzekaźników z synaps nerwowych. U eukariontów w wewnątrzkomórkowej fuzji błon pośredniczą głównie rozpuszczalne białka SNARE, których asocjacja umożliwia zajście procesu fuzji błon. Eukariotyczne białka SNARE występują w dwóch różnych postaciach, tj. pęcherzykowej (v-SNARE) i docelowej (t-SNARE), które łączą się ze sobą w pary tworząc kompleks SNARE (zwany również jako trans-SNARE). Kompleks ten pokonuje barierę energetyczną i zbliża do siebie dwie błony na tyle blisko, że powoduje wystarczające odkształcenia i naprężenia, by doprowadzić do połączenia dwuwarstw.
U wirusów, w przeciwieństwie do eukariontów, w fuzji pośredniczy jedno lub więcej białek powierzchniowych. W przypadku wirusa grypy takim białkiem jest hemaglutynina. Zarówno hemaglutynina, jak i białka SNARE wykazują znaczne podobieństwo strukturalne. Różnica między dwoma procesami fuzji, w których pośredniczą, polega na tym, że heterodimeryzacja białek SNARE jest warunkiem koniecznym do wystąpienia fuzji, podczas gdy hemaglutynina, i ogólnie wirusowe białka fuzyjne, wstawiają swoje domeny fuzyjne i destabilizują dwuwarstwę lipidową w celu wywołania fuzji. Istnieją cztery klasy białek fuzyjnych, podzielone ze względu na ich strukturę i mechanizm fuzji.

## Klasa I
Białka fuzyjne klasy I występują u ortomyksowirusów, filowirusów, paramyksowirusów, retrowirusów i koronawirusów. W tej podklasie wirusy grypy i ludzki wirus niedoboru odporności (HIV-1) są dobrze zbadane i obecnie powszechnie stosowane jako modelowe wirusy posiadające powierzchniowe białka fuzyjne. Domena fuzyjna należąca do białka tej klasy, która jest uwalniana proteolitycznie przez zmianę pH środowiska, znajduje się na postproteolitycznym N-końcu glikoproteiny. Ze względu na amfipatyczny charakter domen fuzyjnych mają one tendencję do agregacji przed fuzją.

## Klasa II
Białka fuzyjne klasy II, występujące w rodzinach flawiwirusów i togawirusów, mają strukturę trójwymiarową znacznie różniącą się od struktury hemaglutyniny wirusa grypy, co doprowadziło do uznania ich za oddzielną klasę wirusowych białek fuzyjnych. Białka fuzyjne klasy II mają architekturę trójdomenową. W przeciwieństwie do białek fuzyjnych klasy I nie są one zorientowane prostopadle do błony wirusowej, lecz równolegle lub prawie równolegle. Ponadto nie ulegają one proteolitycznemu rozszczepieniu. Białka klasy II zbudowane są jako homo- lub heterodimery z inną wirusową glikoproteiną, tak jak w przypadku białek E1 togawirusów. Wspólną cechą białek fuzyjnych flawiwirusów jest to, że występują one na powierzchni wirusa w postaci dimerów. Inną ważną różnicą między białkami fuzyjnymi klasy I i klasy II jest to, że domeny fuzyjne klasy II, w przeciwieństwie klasy I, nie są zlokalizowane na N-końcu.

## Klasa III
Białka fuzyjne klasy III są wykorzystywane przez herpeswirusy, rabdowirusy i bakulowirusy. Białka tej klasy posiadają cechy charakterystyczne zarówno dla białek fuzyjnych klasy I, jak i klasy II. Na przykład posiadają one helikalną i centralną domenę β-kartki, w której znajduje się jedna lub więcej pętli fuzyjnych. Tak jest w przypadku rabdowirusowych białek G, które odróżniają się od białek fuzyjnych klasy I tym, że nie tworzą kompleksów z innymi białkami na powierzchni wirionu. Podobnie jak białka fuzyjne klasy II nie ulegają one proteolitycznemu rozszczepieniu. W swojej natywnej postaci rabdowirusowe białko G występuje jako homotrimer w błonie wirusowej. Pod wpływem czynników środowiskowych, takich jak kwaśne pH, trimer ulega znacznemu przeformowaniu, orientując się w kierunku błony komórkowej i wprowadzając swoje domeny fuzyjne do błony komórkowej gospodarza. Analogicznie jak w przypadku białek fuzyjnych klasy I i II wstępna konformacja domeny fuzyjnej ulega zwinięciu do konformacji spinki i inicjuje fuzję obu błon.

## Klasa IV
Białka fuzyjne klasy IV są najmniejszym rodzajem białka fuzyjnego. Można je znaleźć w reowirusach, które są wirusami bezotoczkowymi i są wyspecjalizowane w fuzji komórka-komórka, a nie wirus-komórka, tworząc syncytia. Są to jedyne znane błonowe białka fuzyjne występujące w wirusach bezotoczkowych.